# Billy-sous-Mangiennes
Billy-sous-Mangiennes és un municipi francès situat al departament del Mosa i a la regió del Gran Est. L'any 2007 tenia 376 habitants.

## Demografia

### Població
El 2007 la població de fet de Billy-sous-Mangiennes era de 376 persones. Hi havia 137 famílies, de les quals 35 eren unipersonals (27 homes vivint sols i 8 dones vivint soles), 43 parelles sense fills i 59 parelles amb fills.
La població ha evolucionat segons el següent gràfic:
Habitants censats

### Habitatges
El 2007 hi havia 171 habitatges, 138 eren l'habitatge principal de la família, 21 eren segones residències i 13 estaven desocupats. 163 eren cases i 7 eren apartaments. Dels 138 habitatges principals, 110 estaven ocupats pels seus propietaris, 22 estaven llogats i ocupats pels llogaters i 6 estaven cedits a títol gratuït; 1 tenia una cambra, 1 en tenia dues, 6 en tenien tres, 28 en tenien quatre i 102 en tenien cinc o més. 104 habitatges disposaven pel capbaix d'una plaça de pàrquing. A 62 habitatges hi havia un automòbil i a 63 n'hi havia dos o més.

## Economia
El 2007 la població en edat de treballar era de 239 persones, 147 eren actives i 92 eren inactives. De les 147 persones actives 129 estaven ocupades (78 homes i 51 dones) i 18 estaven aturades (6 homes i 12 dones). De les 92 persones inactives 25 estaven jubilades, 18 estaven estudiant i 49 estaven classificades com a «altres inactius».

### Ingressos
El 2009 a Billy-sous-Mangiennes hi havia 133 unitats fiscals que integraven 335 persones, la mediana anual d'ingressos fiscals per persona era de 16.246 €.

### Activitats econòmiques
Dels 9 establiments que hi havia el 2007, 1 era d'una empresa alimentària, 4 d'empreses de construcció, 1 d'una empresa de comerç i reparació d'automòbils, 2 d'empreses de transport i 1 d'una empresa financera.
Dels 5 establiments de servei als particulars que hi havia el 2009, 1 era una oficina de correu, 1 paleta, 1 fusteria, 1 lampisteria i 1 electricista.
L'únic establiment comercial que hi havia el 2009 era una fleca.
L'any 2000 a Billy-sous-Mangiennes hi havia 14 explotacions agrícoles que ocupaven un total de 1.175 hectàrees.

## Equipaments sanitaris i escolars
El 2009 hi havia una escola elemental integrada dins d'un grup escolar amb les comunes properes formant una escola dispersa.

## Poblacions més properes
El següent diagrama mostra les poblacions més properes.